# Fire and Water (Free)
Fire and Water è un album del gruppo rock dei Free pubblicato nel 1970 dal quale è stato estratto il loro singolo di maggior successo All Right Now.
Raggiunse il 2º posto nella classifica inglese ed il 17° in quella statunitense.

## Tracce
Tutte le tracce scritte da Fraser/Rodgers tranne dove indicato

### Lato A
1. Fire and Water 3:41
2. Oh I Wept (Rodgers/Kossoff) 4:26
3. Remember 4:20
Il brano è una rielaborazione del brano Woman by the Sea scarto dall'album Tons of Sobs del 1968.
4. Heavy Load 5:19

### Lato B
1. Mr. Big (Fraser/Rodgers/Kirke/Kossoff) 5:55
Il brano fu interpretato in televisione e pubblicato sul DVD Let It Rock - Vol. 2.
2. Don't Say You Love Me 6:01
3. All Right Now 5:32
La versione dell'album è più lunga di quella pubblicata come singolo.

## Formazione
- Paul Rodgers - voce solista
- Paul Kossoff - chitarra
- Andy Fraser - basso
- Simon Kirke - batteria